# Konsumenternas Bank- och finansbyrå
Konsumenternas Bank- och finansbyrå är en stiftelse vars styrelse är tillsatt av Finansinspektionen, Konsumentverket, Svenska Bankföreningen, Fondbolagens förening och Svenska Fondhandlareföreningen. Verksamheten finansieras av den svenska finansbranschen. Byrån är oberoende och ger under sekretess kostnadsfri vägledning och information i frågor som rör banker, värdepapper, fondbolag eller andra finansinstitut. 
En av byråns viktigare uppgifter är att fånga upp konsumentproblem på området samt sammanställa och redovisa dessa för myndigheterna och företagen.
Några exempel på när man kan vända sig till byrån:
- efter att ha klagat hos finansiella företag och fått ett besked som man inte är nöjd med.
- när man vill ha information om vilka lagar och regler som finns innan man eventuellt klagar.
- om man vill höra med en opartisk instans att den information som man har fått från finansiella företag är rätt.
- vid behov av information om finansiella tjänster, till exempel aktuellt ränteläge.
- information om och hjälp med bedrägerier som skimning, falska utländska checkar, nätfiske (och därtill hörande företeelser, till exempel money mules, pharming), spoofing, nigeriabrev med mera